# Брокеј
Брокеј (исл. Brokey) мање је повремено насељено острво у северном Атлантику. Административно припада Исланду, односно његовом округу Вестиртланд. Острво се налази на западу Исланда, у фјордовском заливу Бјердафјердир, на око 110 км северно од главног града Рејкјавика.
Са површином од 3,7 km² Брокеј је највеће острво у заливу Бјердафјердир. Острво је јако разуђено и издужено је у смеру запад-исток у дужини од 3,5−4 км, док максимална ширина не прелази 1 км. Највиша тачка острва лежи на надморској висини од 34 метра.